# Green Beret
Green Beret (グリーンベレー?), conosciuto al di fuori di Europa e Giappone con il titolo Rush'n Attack, è un videogioco arcade sparatutto/platform sviluppato e pubblicato dalla Konami nel 1985. Venne pubblicato anche per molte piattaforme domestiche, spesso dalla Ocean Software con le sue etichette Imagine Software e Hit Squad. Rush'n Attack è ambientato in piena guerra fredda; mentre il titolo europeo significa berretto verde, il titolo americano, traducibile come "scatta e attacca", è un gioco di parole in quanto si pronuncia come "russian attack", ovvero "attacco russo". Nel 1989 fu pubblicato un seguito non ufficiale intitolato M.I.A.: Missing in Action.

## Modalità di gioco
Il giocatore si cala nei panni di un soldato statunitense dei corpi speciali infiltrato in una base militare nemica, con lo scopo di salvare numerosi prigionieri di guerra, prima che questi siano giustiziati. L'azione è bidimensionale, con visuale di lato a scorrimento orizzontale; il soldato corre a destra e sinistra sul terreno e spesso sono presenti uno o più livelli di piattaforme rialzate, collegate da scalette. 
Il videogioco consta di quattro tipi di livelli che si ripetono ciclicamente: la base missilistica, il porto, il ponte e il campo di prigionia. Inizialmente il giocatore deve difendersi esclusivamente con un coltello, ma nel corso dei livelli potrà raccogliere altre armi supplementari più efficaci. Uccidendo alcuni soldati nemici è possibile persino ottenere lanciafiamme, bazooka o bombe a mano. Per schivare i colpi nemici è possibile sdraiarsi a terra o saltare.
Ogni livello si conclude con una prova impegnativa a scorrimento fermo: nel primo bisognerà eliminare tutti i soldati che scendono da un camion, nel secondo c'è da combattere contro un gran numero di cani feroci e i loro addestratori, nel terzo si ha a che fare con tre autogiro, mentre nel quarto il giocatore affronterà tre manovratori di lanciafiamme (uno alla volta). 
Il giocatore dovrebbe muoversi in ogni livello esplorando un nuovo territorio camminando da sinistra a destra, ma nel caso rimanga fermo troppo a lungo nello stesso punto, senza avanzare con lo schermo, un Sukhoi Su-7 bombarderà il territorio cercando di eliminare il protagonista e tutti i soldati nemici ancora vivi. Se si riesce ad evitare il bombardamento, dopo un po' si avrà un Hurry Up e partirà una sirena: se entro un minuto il giocatore non arriverà alla fine del livello si avrà il Time over e la perdita di una vita.

## Serie
Nel 1988 la Imagine Software/Ocean Software, già produttrice di molte conversioni per home computer di Green Beret, annunciò l'uscita di un seguito ufficiale solo per computer, ma alla fine lo pubblicò con il titolo The Vindicator, senza alcun collegamento esplicito e senza evidenti somiglianze con Green Beret.
Nel 1989 la Konami pubblicò l'arcade M.I.A.: Missing in Action, che sebbene non sia ufficialmente un seguito, ha caratteristiche molto simili a Green Beret.
Solo molti anni dopo, nel 2011, la Konami pubblicò un seguito esplicito, Rush'n Attack: Ex-Patriot, per PlayStation 3 e Xbox 360.